# Shanor-Northvue
Shanor-Northvue és una concentració de població designada pel cens dels Estats Units a l'estat de Pennsilvània. Segons el cens del 2000 tenia 4.825 habitants.

## Demografia
Segons el cens del 2000, Shanor-Northvue tenia 4.825 habitants, 1.997 habitatges, i 1.373 famílies. La densitat de població era de 277,2 habitants/km².
Dels 1.997 habitatges en un 28,1% hi vivien nens de menys de 18 anys, en un 60,5% hi vivien parelles casades, en un 6,4% dones solteres, i en un 31,2% no eren unitats familiars. En el 28,3% dels habitatges hi vivien persones soles el 16,5% de les quals corresponia a persones de 65 anys o més que vivien soles. El nombre mitjà de persones vivint en cada habitatge era de 2,36 i el nombre mitjà de persones que vivien en cada família era de 2,91.
Per edats la població es repartia de la següent manera: un 21,7% tenia menys de 18 anys, un 5,8% entre 18 i 24, un 25,1% entre 25 i 44, un 26% de 45 a 60 i un 21,4% 65 anys o més.
L'edat mediana era de 43 anys. Per cada 100 dones de 18 o més anys hi havia 81,9 homes.
La renda mediana per habitatge era de 43.158 $ i la renda mediana per família de 53.426 $. Els homes tenien una renda mediana de 45.000 $ mentre que les dones 27.067 $. La renda per capita de la població era de 23.852 $. Entorn del 2% de les famílies i el 5,1% de la població estaven per davall del llindar de pobresa.

## Poblacions més properes
El següent diagrama mostra les poblacions més properes.